# Vàng chanh
 #CCFF00 
Màu vàng chanh (lime, hay màu vàng-lục) là tổ hợp của màu vàng và màu xanh lá cây, nó có tên gọi như vậy do màu sắc rất gần với vỏ quả chanh. Nó rất gần với màu xanh nõn chuối, nhưng nó có sắc vàng nhiều hơn xanh nõn chuối.

## Tọa độ màu
```
Số Hex
 =  #CCFF00

RGB
   (r, g, b)      = (204, 255, 0)

CMYK
  (c, m, y, k)   = (20, 0, 100, 0)

HSV
 (h, s, v) =  (72, 100, 100)
```